# Campeonato de Portugal 1938
Il Campeonato de Portugal 1938 fu la diciassettesima edizione del Campeonato de Portugal, torneo antenato della Coppa di Portogallo. La squadra vincitrice fu per la quarta volta lo Sporting Lisbona, trionfatore in finale contro i rivali cittadini del Benfica allo Stadio do Lumiar.

## Partecipanti
- Coimbra:  Académica
- Leiria:  Marinhense
- Lisbona:  Benfica,  União de Lisbona,  Sporting Lisbona,  Carcavelinhos FC,  Belenenses,  Marvilense FC
- Madera:  Marítimo
- Porto:  Porto,  Boavista,  Académico,  Leixões
- Setúbal:  Vitória Setúbal,  Barreirense

## Primo Turno
|                 | Risultato |                  | Andata | Ritorno |  |
| --------------- | --------- | ---------------- | ------ | ------- |  |
| Marinhense      | 4 - 17    | Sporting Lisbona | 1 - 13 | 3 - 4   |  |
| Benfica         | 4 - 1     | União de Lisbona | 3 - 0  | 1 - 1   |  |
| Porto           | 14 - 2    | Leixões          | 6 - 1  | 8 - 1   |  |
| Barreirense     | 9 - 5     | Marvilense FC    | 6 - 2  | 3 - 3   |  |
| Vitória Setúbal | 2 - 6     | Belenenses       | 0 - 2  | 2 - 4   |  |
| Académico       | 4 - 6     | Carcavelinhos FC | 3 - 2  | 1 - 4   |  |
| Académica       | 6 - 4     | Boavista         | 5 - 2  | 1 - 2   |  |

## Quarti di finale
|             | Risultato |                  | Andata | Ritorno | Spareggio |  |
| ----------- | --------- | ---------------- | ------ | ------- | --------- |  |
| Porto       | 4 - 9     | Benfica          | 4 - 2  | 0 - 7   |           |  |
| Barreirense | 3 - 3     | Marítimo         | 1 - 1  | 2 - 2   | 0 - 3     |  |
| Belenenses  | 4 - 5     | Sporting Lisbona | 4 - 2  | 0 - 3   |           |  |
| Académica   | 5 - 5     | Carcavelinhos FC | 4 - 2  | 1 - 3   | 2 - 1     |  |

## Semifinali
|                  | Risultato |          | Andata | Ritorno |  |
| ---------------- | --------- | -------- | ------ | ------- |  |
| Sporting Lisbona | 10 - 1    | Marítimo | 4 - 1  | 6 - 0   |  |
| Académica        | 3 - 5     | Benfica  | 2 - 1  | 1 - 4   |  |

## Finale
| Arbitro: | Abel Ferreira |

|                            |           |                    |
| Mourão 12’ Soeiro 15’, 54’ | Marcatori | 70’ (rig.) Valadas |